# Alex Bakker
Alex Bakker, né le 26 décembre 1968, est un historien et écrivain néerlandais.
Il travaille principalement sur l’histoire de la transidentité aux Pays-Bas et sur celle de la déportation des Juifs aux Pays-Bas durant la Seconde Guerre mondiale.

## Biographie
Alex Bakker est né le 26 décembre 1968 de sexe féminin au sein d'une famille protestante. Il décrit une enfance et une adolescence normales mais dominées par un mal-être personnel, jusqu’à la prise de conscience de sa transidentité, pendant ses études. Il est suivi à la clinique de genre d'Amsterdam et entame sa transition médicalisée.
Sa transidentité demeure ensuite, pour lui, une affaire privée jusqu'à sa coopération avec le régisseur Michiel van Erp (nl) pour le documentaire I Am a Woman Now (nl) en 2011. Il s'engage dès lors plus activement et publiquement. Il se confronte à son passé et publie en 2014 le roman autobiographique Mijn valse Verleden.
Parallèlement, il fait un travail de recherche pour des projets éducatifs et plusieurs documentaires sur la déportation des Juifs aux Pays-Bas.

## Publications

### Livres
- 2021 : Een halve eeuw transgenderzorg aan de VU  (ISBN 9789024437306)  Histoire de la prise en charge médicale des personnes transgenres à la clinique de genre de l'Université libre d'Amsterdam[3].
- 2021 : The Dutch Approach, fifty years of transgender health care at the VU Amsterdam Gender Clinic,  (ISBN 9789024444687) Traduction anglophone de Een halve eeuw transgenderzorg aan de VU[3].
- 2020 : Others of My Kind: Transatlantic Transgender Histories,  (ISBN 9781773851211), co-écrit avec Rainer Herrn, Michael Thomas Taylor, and Annette F. Timm. Une histoire des réseaux privés de personnes transgenres aux États-Unis, en Allemagne et aux Pays-Bas, qui ont jeté les bases d’une réflexion sur la transidentité entre le début du XXe siècle et les années 1950[4].
- 2019 : My untrue past,  (ISBN 9781775102755). Traduction anglophone de Mijn Valse Verleden[5].
- 2018 : Transgender in Nederland, een buitengewone Geschiedenis,  (ISBN 9789089536228). Une histoire de la communauté transgenre aux Pays-Bas, accompagné d’entretiens avec des pionnier(e)s de la transidentité[6].
- 2014 : Mijn valse verleden,  (ISBN 9789046808986). Récit autobiographique dans lequel Bakker raconte son enfance, son adolescence, la prise de conscience de sa transidentité et le début de sa transition[1].
- 2005 : Dag pap, tot morgen, joodse kinderen gered uit de crèche,  (ISBN 9789065508621). Ouvrage sur le sauvetage d'environ 500 enfants juifs par la résistance néerlandaise à partir de l’été 1942[7].

### Participations à des documentaires
- 2020 : De rose revolutie de Michiel van Erp. Série télévisée en 4 partie sur l'histoire LGBT aux Pays-Bas[8].
- 2018 : Broertje is verdwaald de Bart Hölscher. Documentaire sur l'internement d’un enfant juif en 1943 au camp de Westerbork[9].
- 2015-2020 : De ogen die Auschwitz zagen d'Erik Willems. Documentaire sur le besoin de deux anciens internés d’Auschwitz de témoigner de leur expérience[10].
- 2014-2016 : Transit Havana de Daniel Abma. Documentaire sur trois femmes transgenres en attente de chirurgie de réattribution sexuelle à La Havane[11],[12].
- 2015-2017 : Het zijn maar duitsers de Bart Hölscher. Documentaire autour du cimetière militaire allemand d’Ysselsteyn[13].
- 2016 : Alle kinderen op transport d' Eric Willems. Documentaire sur la déportation, les 6 et 7 juin 1943, du camp de concentration de Bois-le-Duc au camp de Sobibor de 1 300 enfants juifs[14].
- 2014 : Veilig in het Bosch d' Erik Willems. Documentaire sur la déportation d'Appeldoorsche Bosch (nl) vers le camp d'Auschwitz en 1943 de 1200 patients et 50 membres du personnel soignant de l'institut psychiatrique juif du même nom (nl)[15].
- 2013 : Transgender pioniers d'Erik Willems. Idée et recherche. Documentaire et témoignages des pionniers de la transidentité aux Pays-Bas[16].
- 2011 : I am a woman now de Michiel van Erp. Documentaire et témoignages de cinq femmes transgenres (April Ashley, Colette Berends, Jean Lessenich, Marie-Pierre Pruvot dite Bambi, Corinne van Tongerloo) ayant fait l'objet d'une opération de réattribution sexuelle par George Burou à Casablanca durant les années 1950-1960[17].
- 2008-2009 : NSB-interneringskamp Westerbork 1945-1948. Documentaire sur l’internement des collaborateurs néerlandais après la seconde guerre mondiale au camp de Westerbork[18].